# Maria Blomberg
Gerd Maria Dagsdtr Blomberg Nilsson, född 27 juni 1935 i Stockholm, död 6 augusti 2020 i Torps distrikt, Västernorrlands län, var en svensk konstnär, från 1981 bosatt i Ånge kommun.

## Biografi
Maria Blomberg började som sjuttonåring på Konstfack i Stockholm och gick ut 1956. Hon debuterade vid Galerie Æsthetica i Stockholm år 1968 med måleri och skulptur. Hon målade serier med text om fattigdom, om utsugning och avrättningar.
Om läget i Sverige gjorde Blomberg tillsammans med sin make 1972 en miljöutställning som möjliggjordes tack vare stipendium från Konstakademien. Hon gjorde även målade bildsviter över förändringen i Vaxholm, där hon bodde mellan 1958 och 1981.
Häxprocessen i Ångermanland, tio målningar med text där förloppet skildras, blev färdiga 1975. Utställningen visades på många platser samt i TV. Blomberg skrev även texter för skolbruk och höll föredrag om denna process.
Blomberg publicerade två böcker i Författares Bokmaskin. Katt-tankar år 1980 samt O mamma hjälp eller en jägares dagbok år 1984.
År 1993 färdigställde Blomberg den historiska sviten Var helst det finns en skog där finner jag mig hemma, en fresk över de första finnarna som kom till Sverige på 1600-talet för att under stora umbäranden skapa sig en ny tillvaro.
Sundsvalls museum presenterade år 2001 en restrospektiv utställning över Maria Blombergs alster. Hon deltog även i Sundsvalls Museums utställning Där ingen kunde tro att någon kunde bo år 2013.
Hon var från 1956 gift med skämttecknaren Hans V. Nilsson (Håven) och de fick tre döttrar. Maria Blomberg är gravsatt i minneslunden på Torps kyrkogård i Medelpad.

## Utställningar i urval
- Galleri Aestetica, Stockholm, 1968
- Sveagalleriet, Stockholm, 1974
- Galleri Heland, Stockholm, 1971, 1972, och 1975
- ABF-galleriet i Eskilstuna, 1975
- Lunds Konsthall, 1975 och 1985
- Härnösands bibliotek, 1976
- Nygårdsmagasinet Linköping, 1977
- Nationalmuseum, 1980
- Galleri Lucidor, Stockholm, 1980 och 1984
- Centralhuset Ånge, 1993 och 1995
- Galleri Versalen, Sundsvall, 1995
- Finlandsinstitutet, Stockholm, 2001
- Sundsvalls Museum, 1978, 1981, 1993, och 2001

## Illustrationsuppdrag i urval
- Sagor av Ronny  Ambjörnsson 1973
- Miljö och material i förskolan, Lekmiljörådet, 1974
- Finnbebyggelse i Ånge kommun, Maud Wedin, 1990
- Barndomsminnen från Torps prästgård, Hildur Molin-Hedén, 1993
- Ånge en alla tiders kommun, text Roland Tiger och Maud Wedin, 1999
- Omslag till tidskriften Metamorfos under 20 år
- Illustrationer i Byggnadsarbetaren och Folket i bild

## Representerad
- Moderna museet [4]
- Statens konstråd
- Sundsvalls museum
- Vaxholms kommun
- Landstinget Västernorrland med flera kommuner och landsting